# Kapucynka czarno-biała
Kapucynka czarno-biała, kapucynka właściwa (Cebus capucinus) – gatunek ssaka naczelnego z podrodziny kapucynek (Cebinae) w obrębie rodziny płaksowatych (Cebidae) występujący na terenie Ameryki Środkowej i Południowej. 

## Zasięg występowania
Kapucynka czarno-biała występuje w zależności od:
- C. c. capucinus – wschodnia Panama, zachodnia Kolumbia (region przybrzeżny Oceanu Spokojnego) i północno-zachodni Ekwador (na południe aż do rzeki Esmeraldas-Guayllabamba).
- C. c. curtus – Wyspa Gorgona, Kolumbia.

## Taksonomia
Gatunek po raz pierwszy naukowo opisał w 1758 roku szwedzki przyrodnik Karol Linneusz nadając mu nazwę Simia capucina. Jako miejsce typowe odłowu holotypu Linneusz wskazał Brazylię (łac. Habitat in Brasilia), ograniczone do północnej Kolumbii. 
Taksony pośrednie między C. capucinus i C. albifrons występują w środkowej dolinie San Jorge, w dolnym biegu rzeki Cauca, w Kolumbii. Autorzy Illustrated Checklist of the Mammals of the World rozpoznają dwa podgatunki.

### Etymologia
- Cebus: gr. κηβος kēbos „długoogoniasta małpa”[12].
- capucinus: starofr. capucin „kaptur, kapucyn”, od wł. cappuccio „kaptur”, od późnołac. cappa „kaptur, czapka”[13].
- curtus: łac. curtus „krótki, skrócony”[13].

## Morfologia
Długość ciała (bez ogona) 33–45 cm, długość ogona 35–55 cm; masa ciała samic 1,5–3 kg, samców 3–4 kg. Twarz naga w kolorze cielistym pokryta jest gęstym włosiem. Sierść po bokach głowy  oraz w okolicach szyi i ramion w kolorze białym, w pozostałej części futro w kolorze brunatnoczarnym do czarnego. Ogon słabochwytny, w końcowym odcinku najczęściej zwinięty.

## Ekologia
Żyje w lasach przebywając w górnych partiach drzew wśród swoich towarzyszy liczących do 40 osobników. Na pokarm składają się: liście i pąki, owady, jaja ptaków jak i młode ptaki. Niekiedy pożywia się drobnymi ssakami. Ciąża trwa ok. 6 miesięcy, młode (najczęściej jedno) od razu przyczepia się matce do futra. Dożywa około 30 lat.